# Brygada Ochrony Rządu
Brygada Ochrony Rządu – polska formacja wojskowa podległa resortowi spraw wewnętrznych, istniejąca w latach 1944–1965, powstała w wyniku przemianowywania Batalionu Ochrony Rządu PKWN, w 1965 roku przemianowana na Nadwiślańską Brygadę MSW im. Czwartaków AL, a w 1974 roku przeformowana na Nadwiślańskie Jednostki Wojskowe MSW. Początkowo stacjonowała w Górze Kalwarii, zaś od 1947 nieprzerwanie w Warszawie. Do jej zadań należała ochrona obiektów rządowych. Żołnierze wzięli też czynny udział w odbudowywaniu i rozbudowywaniu stolicy.

## Historia
Powołanie w lipcu 1944 Polskiego Komitetu Wyzwolenia Narodowego spowodowało utworzenie formacji przeznaczonej do jego ochrony. 22 sierpnia 1944 w Lublinie został utworzony Wydział Ochrony PKWN i Batalion Ochrony PKWN – z wybranych żołnierzy Wojska Polskiego. Rozkaz o utworzeniu Batalionu Ochrony PKWN wydał w Lublinie Stanisław Radkiewicz – kierownik Resortu Bezpieczeństwa Publicznego PKWN.

### Batalion Ochrony PKWN (1944–1945)
Batalion Ochrony PKWN (Rządu) miał za zadanie ochraniać siedzibę PKWN (najpierw znajdującą się w Lublinie, a później w Warszawie). Siedziba PKWN mieściła się w Lublinie przy ulicy Spokojnej 4 w okazałym gmachu.

Na dachach gmachu PKWN i sąsiednich budynków ustawione były działa przeciwlotnicze wobec nękających jeszcze ciągle stolicę tzw. Polski Lubelskiej nalotów ze strony bombowców niemieckich. Atmosfera tchnęła wojną: linia frontu biegła wzdłuż Wisły w odległości zaledwie 50 km od siedziby PKWN.

Operacyjnie Batalion Ochrony PKWN był podporządkowany Wydziałowi Ochrony PKWN przy resorcie Bezpieczeństwa Publicznego. Wydziałem Ochrony PKWN kierował Leon Andrzejewski.
Wydział Ochrony Rządu (PKWN) miał za podstawowe zadanie zapewnienie fizycznego i operacyjnego bezpieczeństwa osobistego członków kierownictwa partyjnego i państwowego, podczas gdy Batalion Ochrony PKWN (Rządu) – następnie przemianowywany na Samodzielny Batalion Ochrony Rządu – odpowiadał głównie za ochronę obiektów o szczególnym znaczeniu. Był to np. do grudnia 1945 roku ocalały po wojnie budynek gmachu Dyrekcji Kolei Państwowych, w którym mieściła się pierwsza warszawska siedziba centralnych władz państwowych – Krajowej Rady Narodowej oraz Rządu Tymczasowego Rzeczypospolitej Polskiej, następnie przekształconego w Tymczasowy Rząd Jedności Narodowej.

### Samodzielny Pułk Ochrony Rządu (1945–1954)
10 stycznia 1945 Biuro Polityczne KC PPR podjęło decyzję o dalszej rozbudowie polskich Wojsk Wewnętrznych oraz sformowaniu Pułku Ochrony Rządu. W jego skład weszło 837 żołnierzy z 1 Brygady Wojsk Wewnętrznych, zorganizowanej we wrześniu 1944 roku na bazie Polskiego Samodzielnego Batalionu Specjalnego (PSBS). Zorganizowany pułk otrzymał nazwę Samodzielny Pułk Ochrony Rządu. Pułk funkcjonował w składzie Wojsk Wewnętrznych, ale operacyjnie został podporządkowany Wydziałowi Ochrony PKWN. Zadaniem Samodzielnego Pułku Ochrony Rządu była ochrona obiektów rządowych i specjalnych. Pułk ochraniał m.in. od grudnia 1945 Pałac przy Krakowskim Przedmieściu, gdy Prezydium Tymczasowego Rządu Jedności Narodowej przeniosło się do niego z gmachu Dyrekcji Kolei Państwowych. Pałac był siedzibą Rady Ministrów do 1953, kiedy to jego funkcję przejął gmach Kancelarii Prezesa Rady Ministrów przy Alejach Ujazdowskich 1/3. Wówczas pałac zaczął pełnić głównie funkcje reprezentacyjne. Żołnierze pułku ochraniali też powstały po wojnie i rozbudowany na początku lat 50. XX wieku ośrodek wypoczynkowy URM W-1 w Łańsku.
26 marca 1945 Rada Ministrów Rządu Tymczasowego podjęła uchwałę o przekształceniu Wojsk Wewnętrznych w Korpus Bezpieczeństwa Wewnętrznego (KBW). Po reorganizacji Samodzielny Pułk Ochrony Rządu pozostał w składzie jednostek KBW i podlegał pod Departament Ochrony Rządu MBP, a od 1954 roku pod MSW – Departament VIII KdsBP (ds. ochrony rządu) w sprawach związanych z organizacją ochrony stałych i tymczasowych obiektów rządowych. W latach 1945–1947 Samodzielny Pułk Ochrony Rządu stacjonował w Górze Kalwarii, następnie w koszarach w Warszawie.

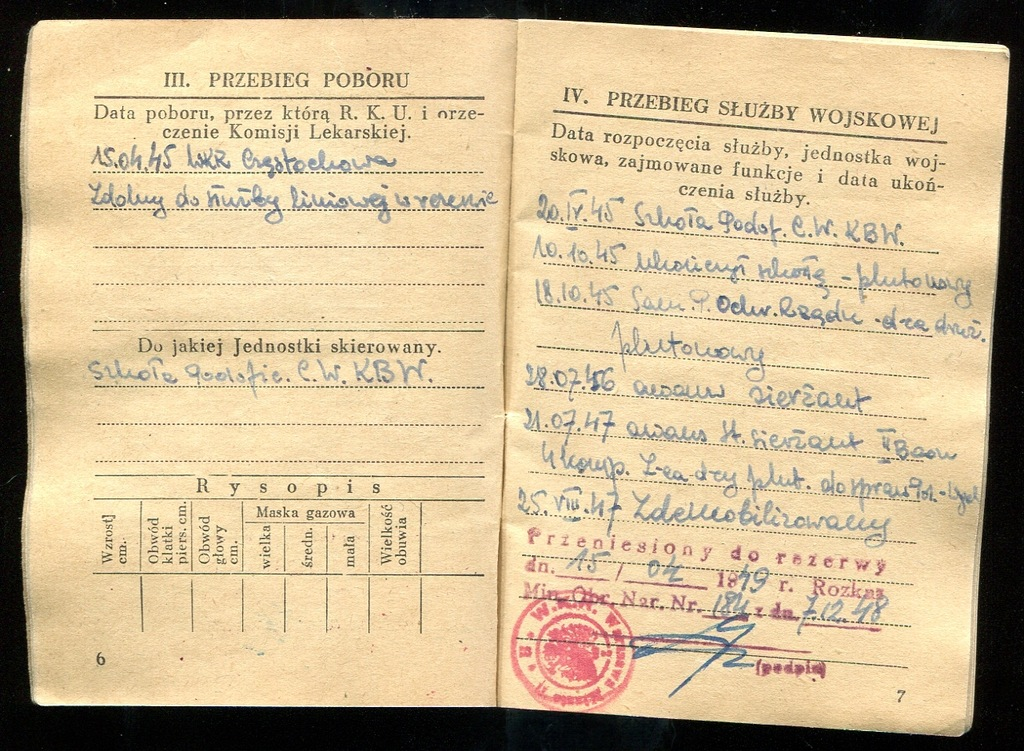
Książeczka Wojskowa żołnierza Pułku Ochrony Rządu 1945.

### Nadwiślańska Brygada Ochrony Rządu (1954–1965)

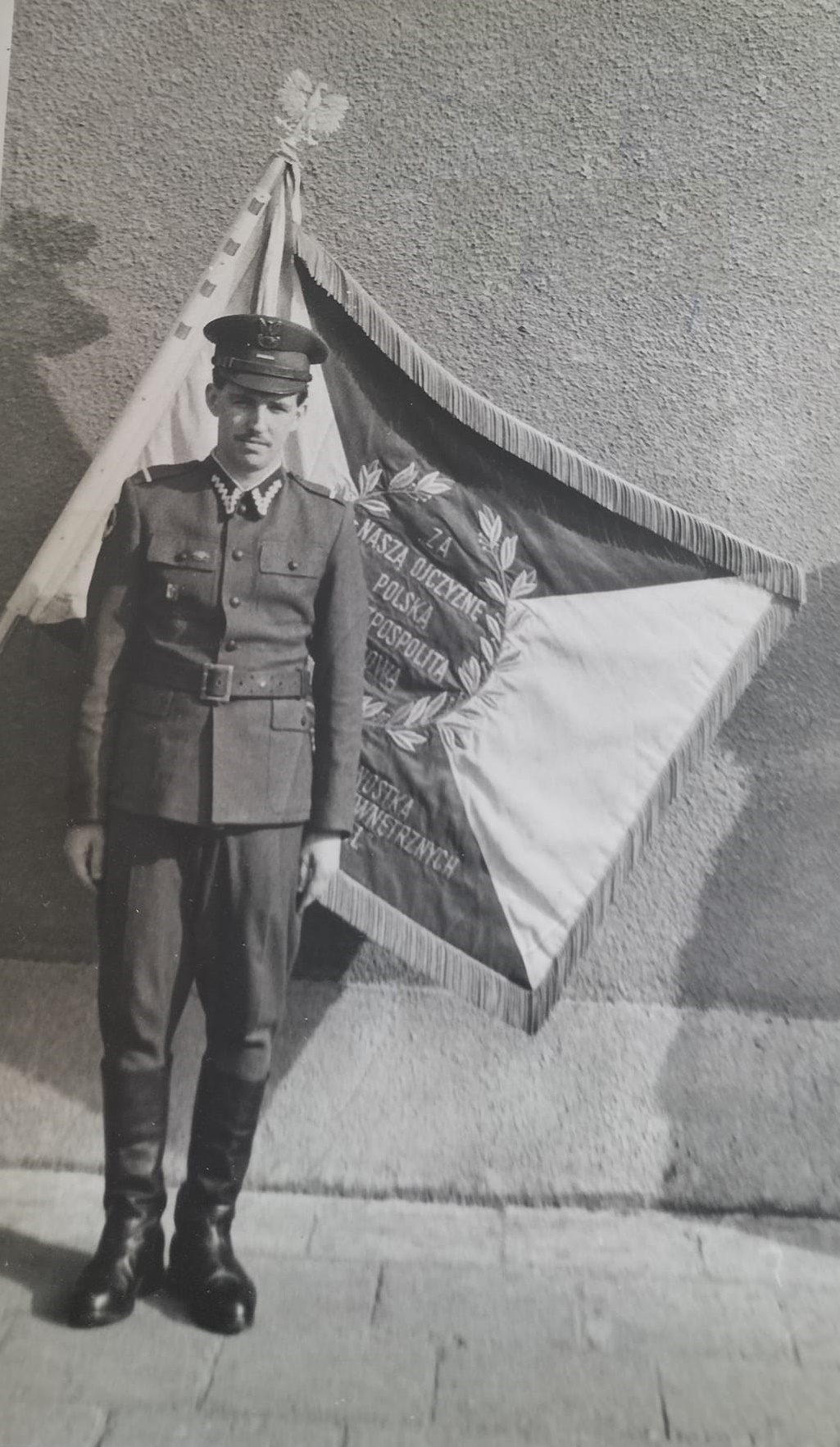
Nadwiślańska Brygada Ochrony Rządu po zmianie umundurowania.

Po likwidacji MBP 7 grudnia 1954 roku dekretem Rady Państwa i po włączeniu struktur Komitetu do Spraw Bezpieczeństwa Publicznego – Departamentu Ochrony Rządu MBP – do Ministerstwa Spraw Wewnętrznych, Samodzielny Pułk Ochrony Rządu przeformowano w nową wojskową formację: Nadwiślańską Brygadę Ochrony Rządu, nadal przeznaczoną tylko do ochrony obiektów rządowych, z dyslokacją w Warszawie przy ul. Podchorążych 38. Brygada otrzymała kolejne zadanie – ochronę Ośrodka Wypoczynkowego URM W-2 Arłamów, wybudowanego na początku lat 60. XX wieku.

### Nadwiślańska Brygada MSW im. Czwartaków AL (1965–1974)
Po rozwiązaniu wojsk Korpusu Bezpieczeństwa Wewnętrznego (KBW) w 1965 roku – przeniesienie do Ministerstwa Obrony Narodowej (MON) – Nadwiślańska Brygada Ochrony Rządu pozostała w bezpośredniej już podległości Ministerstwa Spraw Wewnętrznych PRL (MSW) i została przemianowana przez Ministra Spraw Wewnętrznych na Nadwiślańską Brygadę MSW im. Czwartaków AL. Brygadzie przydzielono kolejne zadania – pełnienie służby ochronno-reprezentacyjnej w trakcie wizyt w Polsce przedstawicieli obcych państw np. zadania związane z ochroną i zabezpieczeniem w 1967 r. wizyty prezydenta Francji Charles’a de Gaulle’a w ramach operacji Uran. W Pałacu w Wilanowie, ochranianym przez Brygadę, gen. de Gaulle miał swoją siedzibę w czasie wizyty. W 1972 r. Brygada wykonywała zadania określone w planie pod kryptonimem AVALA, zatwierdzonym przez Biuro Ochrony Rządu, związane z wizytą Josipa Broz Tito.

#### Honorowa eskorta motocyklowa
W 1966, w Nadwiślańskiej Brygadzie MSW im. Czwartaków AL powołano honorową eskortę motocyklową, przejmując te zadania od BOR. Zadaniem eskorty były działania reprezentacyjne i ochronne w trakcie zabezpieczania przez Brygadę oficjalnych wizyt, wysokich rangą przedstawicieli obcych państw w Polsce. Pierwszym zadaniem jakie wykonała eskorta była ochrona w 1966 wizyty w Polsce szacha Iranu Mohammada Rezy Pahlawiego. Eskorta przez około 30 lat realizowała zadania podczas wizyt różnych dostojników obcych państw w Polsce. Najważniejszą i najbardziej zaszczytną, było eskortowanie papieża Jana Pawła II podczas jego trzech pielgrzymek do Polski.
Eskorta posiadała na wyposażeniu motocykle; Jawa 500 OHC, Ural 650 M-66, Honda CB 450S i Honda CB 750 Nighthawk, składała się z żołnierzy zawodowych Brygady, zarówno oficerów, jak i podoficerów po specjalnym przeszkoleniu.
Zależnie od warunków pogodowych eskorta występowała; przy dobrej pogodzie w mundurach galowych, natomiast przy złej w czarnych skórzanych uniformach, z białymi pasami i bronią krótką przy pasie.

#### Kompania specjalna
Kompania pirotechniczna, utworzona w 1966 do rozpoznania i zabezpieczania pirotechnicznego i radiologicznego obiektów rządowych i obiektów specjalnych w Warszawie i na terenie kraju, w ramach działań ochronnych realizowanych przez Brygadę.

#### Nazwa
Imię Czwartaków AL nadano Nadwiślańskiej Brygadzie MSW jako wyraz symbolicznego uznania za wkład w odgruzowywanie po wojnie, a następnie w odbudowę i rozwój stolicy.

Nie ma w naszym mieście ważniejszej budowy, ulicy czy miejsc wypoczynku, gdzie by się nie znalazła cząstka ich społecznej pracy.(...) Ogółem w latach 1945–1977 żołnierze Nadwiślańskich Jednostek Wojskowych MSW przepracowali na rzecz Warszawy 8 milionów roboczogodzin.

W 1974 Nadwiślańską Brygadę MSW im. Czwartaków AL przeformowano na Nadwiślańskie Jednostki Wojskowe MSW.

## Dowódcy
- W 1944 Batalion Ochrony PKWN – mjr Wasyl Kuczewin (ros. Василий Кучевин; ur. 1920[32]; m.p. Lublin, Warszawa)[16][33]. W lipcu 1946 już w randze ppłk odznaczony Srebrnym Krzyżem Zasługi[34]. W 1948 odkomenderowany do Armii Radzieckiej[32].
- W latach 1947–1948 – mjr/gen. Włodzimierz Muś, dowódca Samodzielnego Pułku Ochrony Rządu[35].
- Od września 1959 roku – płk/gen. Jan Siuchniński, dowódca Nadwiślańskiej Brygady Ochrony Rządu i Nadwiślańskich Jednostek Wojskowych MSW[31].